# Évolution de la souffrance

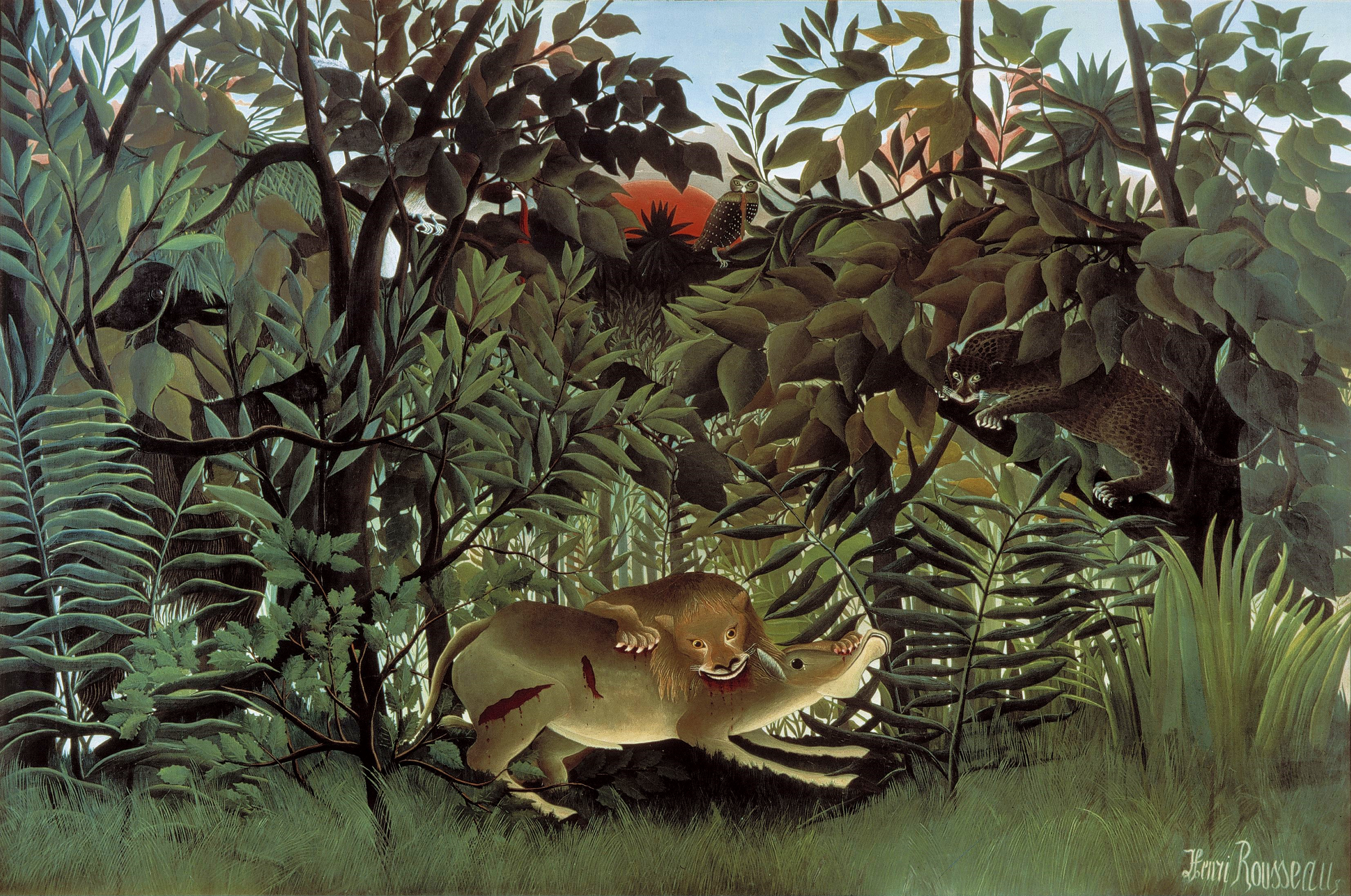
Un lion mange une antilope (Douanier Rousseau).

L'évolution de la souffrance décrit l'apparition de la perception de la souffrance au cours de l'évolution. La souffrance peut être un trait adaptatif et améliorer la capacité de survie d’un individu. La souffrance est définie comme une expérience sensorielle et émotionnelle désagréable associée à des dommages réels ou potentiels. Le terme souffrance inclut toutes sortes d'expériences négatives, telles que la faim, la privation sexuelle, etc. La souffrance fait partie du système de défense du corps. La souffrance physique produit une rétraction réflexive à la suite d'un stimulus douloureux et favorise des stratégies pour protéger la partie affectée du corps pendant qu'elle guérit. Elle intervient dans le processus d’apprentissage pour éviter la répétition de situations préjudiciables dans le futur.

## Avantage évolutif
Le fait que les états de douleur soient associés à des expériences dommageables est le résultat de la sélection naturelle. La douleur est un trait adaptatif si elle augmente la probabilité de reproduction de cet organisme. Dans d'autres cas, la douleur n'est qu'un sous-produit de la sélection naturelle. Des modifications du code génétique peuvent engendrer suivant les cas une douleur dénuée de sens ou donner une supériorité adaptative. C'est-à-dire que la variabilité génétique produit des individus handicapés ou avantagés en ce qui concerne la condition physique biologique. Si le résultat est un avantage reproducteur net, alors le matériel génétique concerné aura tendance à augmenter en fréquence dans la population. Dès que la douleur améliore la capacité de survie, elle commence à avoir un impact sur l'évolution.
Les capacités à ressentir la souffrance physique et mentale semblent avoir augmenté dans certaines branches de l'évolution parallèlement à une augmentation des capacités cognitives. La capacité de ressentir des états de satisfaction comme le plaisir augmente conjointement. La douleur n’est pas compensée ou contrebalancée par le plaisir chez ces individus.
Cette augmentation des capacités croissantes à ressentir la douleur est également corrélée avec l'importance croissante des mécanismes d'apprentissage dont l’importance croît avec la durée de vie des créatures et la complexité de leur environnement. Le comportement des créatures possédant une grande espérance de vie est façonné par des expériences douloureuses agissant sur ces mécanismes d'apprentissage. Un large éventail d'émotions améliore la capacité de répondre à l'environnement. Un large éventail d'émotions implique un degré élevé en intensité et en durée de la souffrance. Certains types de douleur (par exemple, la douleur de mourir de faim ou d'être attaqué par des prédateurs) sont empêchés ou atténués par l'altruisme.   
Il existe des personnes souffrant d'une insensibilité à la douleur congénitale. Ces individus ont une espérance de vie réduite. En effet, ils ne peuvent pas sentir la douleur ni même l'inconfort de rester, par exemple, dans la même position pendant de longues périodes. Leur immobilité anormale empêche l'approvisionnement en sang de leurs articulations, qui se détériorent plus rapidement. De telles personnes insensibles à la douleur meurent habituellement au début de l'âge adulte en raison de lésions tissulaires et d’infections. 
Une sensibilité à la douleur disproportionnée peut sembler avoir été favorisée par la sélection naturelle. La pénalité pour une seule alarme manquée pouvant être la mort, la sélection a donc tendance à favoriser un plus grand nombre de « fausses alarmes » plutôt que pas assez. 

### Expression de la douleur
Pour Darwin, l’extériorisation de la douleur pourrait être apparue en premier dans le cadre des soins parentaux par la nécessaire communication des besoins des nouveau-nés, incapables d’y répondre par eux-mêmes, à leurs parents.
L’identification des pressions sélectives affectant les espèces est nécessaire pour pouvoir interpréter correctement les réponses comportementales à la douleur. La vocalisation de la douleur est, par exemple, un compromis en matière de sélection naturelle. Les animaux sociaux peuvent s'entraider lorsqu'ils sont attaqués par un prédateur. La vocalisation de la douleur est donc adaptative. Si la vocalisation offre un avantage reproductif net (comme chez les humains, les primates, les chiens et les porcs), elle tend à augmenter en fréquence dans la population, à l’inverse, si l’expression de la douleur n’apporte pas d’avantage sélectif elle peut disparaître et ne pas apparaître par exemple chez les antilopes. 
Un chercheur spécialiste de la douleur, Patrick Wall, a été le premier à proposer une vision fonctionnelle sociétale de la douleur en particulier chez l’homme. La détresse évidente provoque l'aide des autres membres d’un groupe et offre donc un avantage de survie.
Il est par exemple envisageable que l'accouchement chez la femme soit très douloureux pour encourager les autres membres de la communauté à apporter leur aide lors d’un accouchement. Cette douleur de l’accouchement est présente uniquement chez l'homme. Les primates paraissent donner naissance avec peu de douleur. Les ongulés tels que les chevaux et les bovins produisent de grandes progénitures à longues pattes avec une forte probabilité de complications, mais avec peu de signes de détresse. D’autant plus que des signaux de détresse chez ces animaux pourraient s'avérer fatals en alertant des prédateurs.

### Douleurs non adaptatives
La douleur d'une proie étant blessée par un prédateur est adaptative, car elle fait fuir la proie. Mais il n'y a pas de pression évolutive pour arrêter la douleur d'une proie mourante :
Il est facile d'imaginer un gène qui, disons, tranquillise les gazelles quand elles sont sur le point de subir une morsure mortelle. Un tel gène serait-il favorisé par la sélection naturelle? Non, à moins que l'acte de tranquillisation d'une gazelle améliore les chances de ce gène d'être propagé dans les générations futures. Il est difficile de voir pourquoi il en serait ainsi et on peut donc supposer que les gazelles souffrent horriblement lorsqu’elles se font dévorer.
La relation entre intensité de la douleur et importance du risque n'est pas parfaite. La sélection naturelle peut être un mauvais concepteur. Aussi la douleur résultant d'une pierre rénale coincée dans l'urètre est non adaptative.
La gravité et la chronicité de certaines douleurs ont toujours été difficiles à comprendre dans un contexte évolutif, surtout quand elle interfère effectivement avec la fonctionnalité des corps. Il s’agit principalement d’ « accidents évolutifs » de la biologie, de « défaut de conception ». Des compromis sont inhérents à chaque adaptation. Par exemple, une mutation offrant un avantage reproductif net, aura tendance à augmenter en fréquence dans une population même si elle provoque une vulnérabilité à la maladie. Citons ici par exemple la drépanocytose qui protège les individus atteints contre le paludisme mais altère le transport du dioxygène dans le sang. Il n'existe pas de génome « normal », il n'y a que des gènes. 
Dans les petites populations, même les mutations légèrement nuisibles peuvent se propager dans la population simplement par hasard (voir Dérive génétique). 
La douleur a été favorisée dans certaines branches de l’évolution par la sélection naturelle. Cependant, la douleur a également des conséquences qui échappent à ce même processus de sélection. Par exemple, une chute laissera un organisme se tordant de douleur, criant pendant des jours, peut-être des semaines avant la guérison. Le cri d'un animal en détresse attire rapidement les prédateurs. Il semblerait que la sélection naturelle aurait favorisé les nerfs moins sensibles ou les sensations cérébrales. 
La modification importante de l’environnement et des modes de vie humains au cours des derniers siècles entraînent une inadéquation des corps et des processus d’apparition de la souffrance qui n’ont pas eu le temps de se modifier par la sélection naturelle. Par exemple, l’augmentation du nombre de dépression en raison de la sédentarité et de la faible exposition à la lumière.

## Conscience
L'émergence de la douleur est liée à l'adaptation. La difficulté de définir la douleur est liée à la faible compréhension des processus cognitifs et en particulier de la conscience. Pour Spinoza, les émotions sont des manifestations du corps et de l’esprit. Pour le primatologue, Frans de Waal, les émotions sont à l’origine de la conscience. 
La perception des besoins et de l’état du corps constituent les premières manifestations de vie mentale au cours de l’évolution. La conscience serait apparue sous la forme de la faim, de la soif, de la souffrance, du plaisir. Ces perceptions forment une communication intime à l’intérieur du corps de l’individu permettant de faire une expérience conscience de son état et augmentant les capacités d’y répondre.

### Mesure de la douleur
La principale méthode utilisée dans les études sur la douleur humaine a été longtemps basée sur l'auto-évaluation chez l’homme. L'intensité de la douleur peut désormais être mesurée de l'extérieur grâce aux IRM. La souffrance étant cependant un processus subjectif, la question de la mesure objective n’est pas résolue.

### Aspects anatomiques et physiologiques
Les aspects anatomiques et physiologiques du système de la douleur varient peu d'une espèce à l'autre. La perception d'une douleur peut exister sans la participation des récepteurs de la douleur. 
Le système de la douleur dans son ensemble peut être caractérisé comme suit : 
- Nocicepteurs ;
- Structures cérébrales ;
- Chemins vers des structures supérieures du cerveau ;
- Récepteurs et les substances opioïdes ;
- Apprentissage par évitement ;
- Suspension du comportement normal.

## Évolution sans douleur
L’apparition de la douleur au cours de l’évolution n’est pas une nécessité. Il est par exemple pratiquement certain que certains invertébrés comme les amibes ne sont pas sensibles. Les végétaux répondent à des dommages par des processus chimiques plus ou moins complexes, mais la dimension émotionnelle ou subjective pré-requise au concept de douleur n'est pas prouvée.
Descartes soutenait que tous les êtres non humains n'étaient que des automates, sans conscience de soi et incapables de sentir.
Les trois quarts de tous les animaux connus sont des insectes, plus d'un milliard pour chaque personne sur la planète. Les insectes semblent insensibles à la douleur. Cependant de récentes études de 2016 suggèrent que les bourdons présenteraient des états mentaux similaires à des émotions. 
Les espèces complexes sont un « effet secondaire » de la vie. Elles représentent une fraction minime du nombre total d'organismes sur Terre. L'écrasante majorité des espèces sont des procaryotes microscopiques, qui forment environ la moitié de la biomasse mondiale, malgré leur petite taille microscopique. Elles constituent la grande majorité de la biodiversité. Les organismes simples ont été la forme dominante de la vie sur Terre tout au long de son histoire et continuent d'être la principale forme de vie jusqu'à nos jours, la vie complexe ne paraissant plus diversifiée parce qu'elle est plus perceptible. L'évolution indolore est la plus probable et le type d'évolution original, au sens primordial.
Dans les cas où la douleur n’améliore pas ou aggrave l'aptitude biologique, elle ne peut pas émerger ou disparaît au cours de l'évolution. Par exemple, le rat-taupe nu du désert possède un ensemble très inhabituel de traits physiques qui lui permet de prospérer dans un environnement souterrain autrement sévère, il se caractérise en particulier par une absence de sensibilité de la peau. De même, les souris Onychomys torridus sont résistantes aux piqûres douloureuses et potentiellement mortelles d'une de leur proie, le scorpion Centruroides sculpturatus. 
Le cerveau humain n'a en son sein, c’est-à-dire à l’intérieur du cerveau lui-même, aucun des trois types de récepteurs de la douleur: ni mécaniques, ni thermiques et ni chimiques. Aucun capteur de la douleur ne s'activerait avant que la cause sous-jacente n'ait déjà causé des dommages importants aux structures extrêmement sensibles du cerveau. Ainsi, les pressions évolutives ont favorisé, en les omettant, des structures cérébrales plus compactes et non perturbées par la douleur. Un certain nombre d'organes internes, tels que le foie, le rein, la plupart des viscères solides et le parenchyme pulmonaire, ne sont pas directement sensibles à la douleur. 
Les invertébrés ayant une courte durée de vie, leur comportement est largement déterminé génétiquement. Il y a moins de pression en faveur d’une augmentation des capacités de perceptions de la douleur.
Les neurones consomment beaucoup d'énergie et il y a une pression évolutive importante pour garder le cerveau aussi compact que possible. Cette pression pousse contre le développement de capacités cognitives trop importantes. Il faut donc un avantage sélectif important pour qu’apparaisse un cerveau capable de ressentir la douleur. Les raisons de développer un tel cerveau font défaut dans le monde des insectes, la douleur n'a pas d'utilité. 
La sélection naturelle bloque également l’apparition de douleurs trop importantes qui pénaliseraient la créature. La créature la plus apte serait celle dont les douleurs sont bien équilibrées. Les intensités relatives de la douleur peuvent alors ressembler à l'importance relative de ce risque (manque de nourriture, trop de froid ou blessures graves ressenties comme agonie, alors que les dommages mineurs sont ressentis comme un simple inconfort). 
L'émergence de la douleur n’est pas un événement nécessaire dans l'évolution. L'évolution n’a pas de buts ou une tendance innée pour le « progrès ». L'évolution n'était pas vers la complexité, mais vers la diversification. Cependant, l’évolution tend à adopter les mêmes solutions pour les mêmes problèmes. On parle d’évolution convergente. Il y a clairement une zone d'adaptation dans la plupart des habitats qui implique l'intelligence et la douleur. Bien que le résultat de l'évolution ne soit pas entièrement déterminé, il est puissamment contraint. La direction et la contrainte, cependant, n'impliquent pas de conception et de but.

## Évolution culturelle de la souffrance
(novembre 2021).
Si vous disposez d'ouvrages ou d'articles de référence ou si vous connaissez des sites web de qualité traitant du thème abordé ici, merci de compléter l'article en donnant les références utiles à sa vérifiabilité et en les liant à la section « Notes et références ».
La perception de la souffrance évolue et varie suivant les cultures. L'évolution culturelle ces deux derniers siècles tend à prolonger la vie des humains. Ce faisant, elle ajoute à la complexité de l'environnement et augmente le besoin d'adaptation entraînant des mécanismes d'apprentissage plus importants. Les humains avec une sensibilité plus élevée sont mieux équipés pour maîtriser les défis de l'adaptation. En conséquence, la valeur de survie de la sensibilité augmente. Une sensibilité plus élevée implique un niveau plus élevé de souffrance.